# Associação Brasileira de Imprensa

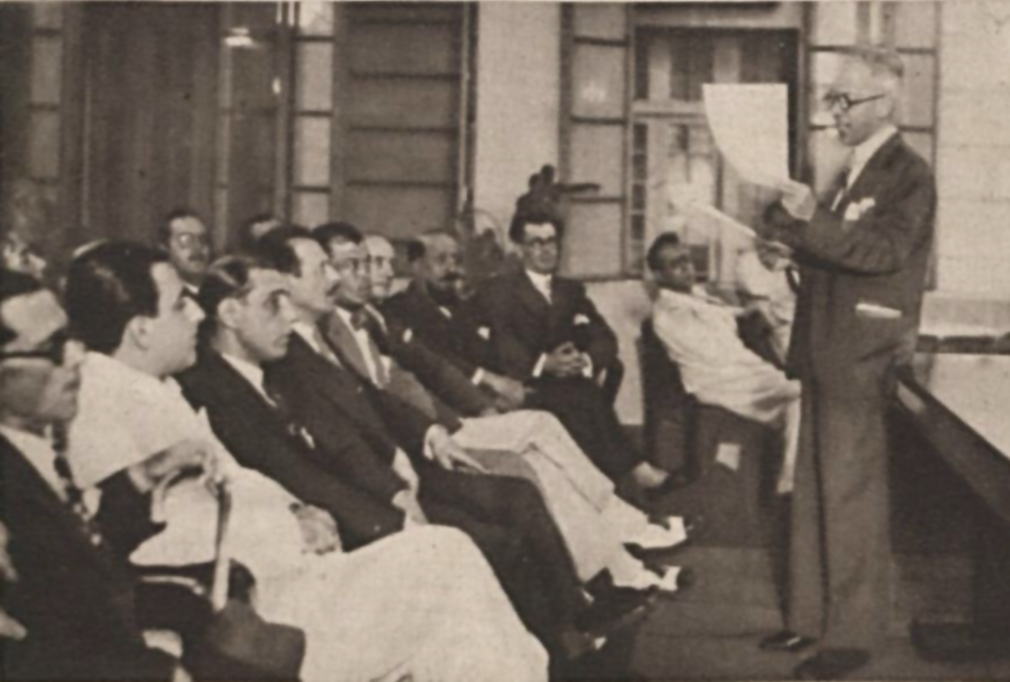
O então presidente Herbert Moses presta contas de sua gestão em sessão da ABI, 1936.

Associação Brasileira de Imprensa (ABI) é uma associação de classe com sede na cidade brasileira de Rio de Janeiro. Foi fundada em 1908 por Gustavo de Lacerda. O atual presidente é o jornalista Octávio Costa, ex-editor de política no Jornal do Brasil.

## História
A história da fundação da ABI se confunde com a de seu criador, Gustavo de Lacerda. Criada em 7 de abril de 1908, seu principal objetivo era assegurar à classe jornalística os direitos assistenciais. Segundo Lacerda, a associação deveria ser um campo neutro em que se pudessem abrigar todos os trabalhadores da imprensa.
Lacerda não concordava com a ideia de que os jornais fossem empresas, dando lucro a seus acionistas. Para ele, os jornais deveriam ter uma missão social e funcionar como cooperativas de cujos interesses participassem todos os seus membros, dos diretores aos mais modestos colaboradores. No programa de fundação da ABI Lacerda expunha reivindicações que só apareceriam na Revolução de 1930. É dele a ideia de manter uma biblioteca aberta ao público, com o objetivo de atender não apenas às necessidades de informação cultural dos jornalistas, mas também a todo o povo da cidade do Rio de Janeiro. Numa pequena sala na sobreloja do imóvel onde funcionava a Caixa Beneficente dos Empregados do jornal O Paiz, Lacerda se reunia a outros colegas de redação para discutir sobre a instituição de classe que pretendiam fundar. Gustavo de Lacerda, Mário Galvão e Amorim Júnior foram incumbidos da elaboração do primeiro projeto de estatuto da ABI.
Após a criação da agremiação, coube à primeira Diretoria a função de consolidar e ampliar a iniciativa. A Associação de Imprensa era composta, segundo alguns críticos da época, por um grupo de malandros chefiados por um anarquista perigoso (Lacerda).
O prestígio da instituição, veio com a inscrição no quadro social da Casa de nomes representativos na vida nacional, como o Chefe da Polícia, o Comandante da Polícia Militar, o Prefeito, o Comandante do Corpo de Bombeiros e o Ministro da Guerra.
Outro importante fato da história da ABI foi Alexandre José Barbosa Lima Sobrinho, que lutava por ideais nacionalistas e via sua profissão como um meio de levar a população brasileira à conscientização política e social. Em 1926, aos 29 anos de idade, assumiu pela primeira vez a Presidência da Casa. Durante seu quarto mandato, em 1992, foi o responsável direto pelo pedido da abertura do impeachment de Fernando Collor de Mello e o primeiro orador inscrito para defender o processo.

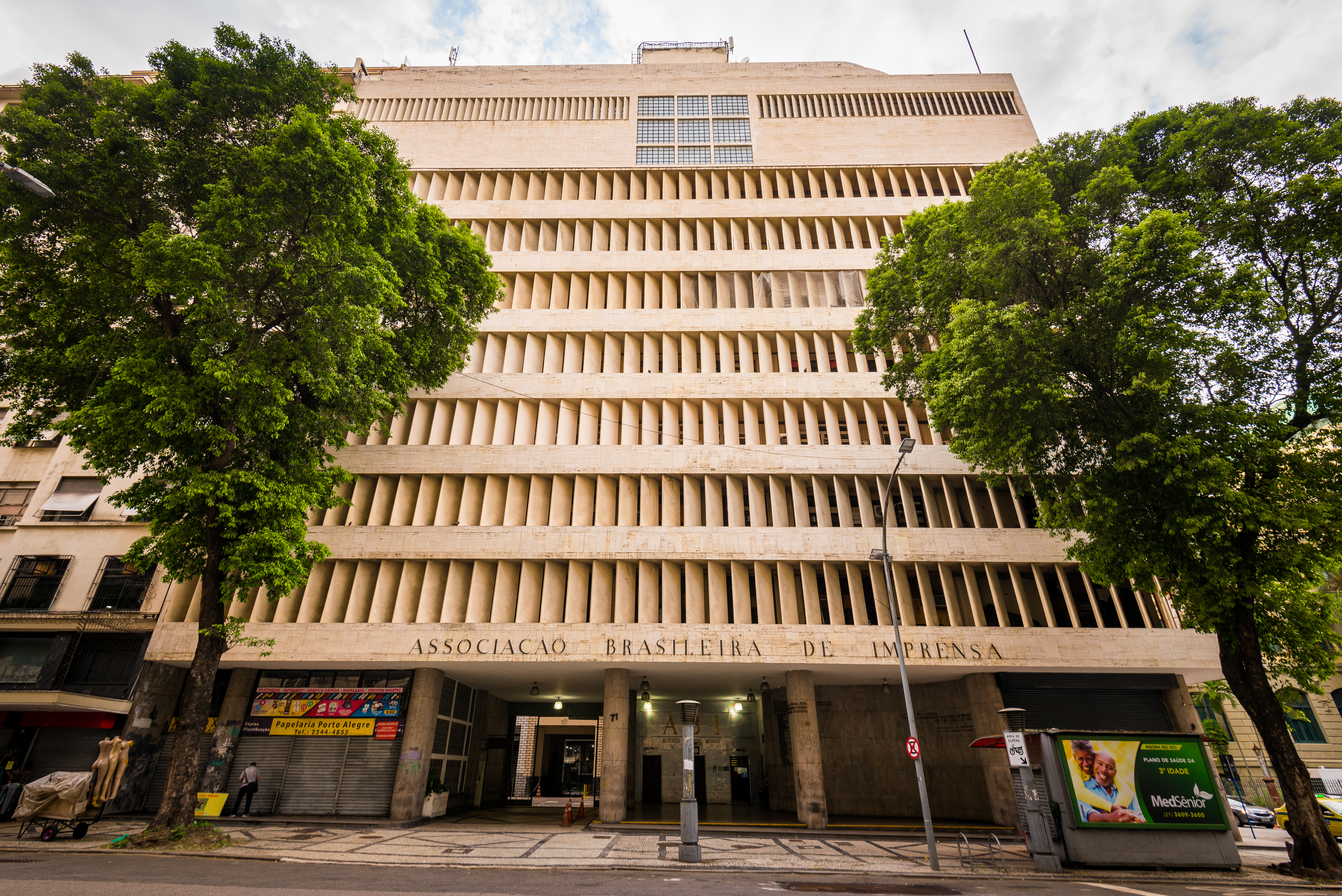
Sede da ABI, no Rio de Janeiro.

Ao longo das duas primeiras décadas de sua existência — quando o Rio de Janeiro era ainda Capital da República —, a ABI acomodava-se em espaços alugados e, em tempos piores, sem condições de pagar aluguel, hospedou-se no Quartel dos Barbonos. Nos anos 30 conseguiu a sede própria. Sob a liderança de Herbert Moses, a ABI construiu a sua sede, que representa um marco na arquitetura moderna brasileira.
Até 2013, a diretoria da ABI estava nas mãos de Maurício Azêdo, eleito com quase 60% dos votos, derrotando duas chapas adversárias. Obedecendo ao estatuto da instituição, o novo Presidente tomou posse administrativa em 13 de maio de 2004, data primitivamente comemorativa do Dia Nacional da Imprensa. Após algum tempo, ela foi alterada para 1º de junho, dia em que Correio Braziliense começou a circular e quando Azêdo e a nova Diretoria assumiram seus cargos em posse solene.
Em 1969, o ex-presidente da Casa, Fernando Segismundo disse que "além das finalidades fundamentais, a associação deve interpretar o pensamento, as aspirações, os reclamos, a expressão cultural e cívica de nossa imprensa; preservar a dignidade profissional dos jornalistas — e não apenas a de seus sócios; acautelar os interesses da classe; estimular entre os jornalistas o sentimento de defesa do patrimônio cultural e material da Pátria; realçar a atuação da imprensa nos fatos da nossa história; e colaborar em tudo que diga respeito ao desenvolvimento intelectual do País".

## Presidentes
Gustavo de Lacerda foi o primeiro Presidente eleito da ABI e seu idealizador. De sua gestão, passando por Barbosa Lima Sobrinho, Maurício Azêdo, Domingos Meirelles até o atual Presidente, Octávio Costa, muitos outros dedicados jornalistas ajudaram a escrever a História da Associação Brasileira de Imprensa.

Senador Danton Jobim entrega o posto de presidente da ABI a Adonias Filho, 1972.

| Presidente                 | Período                           |
| -------------------------- | --------------------------------- |
| Octávio Costa              | 2022 - Presente                   |
| Paulo Jerônimo - Pagê      | 2019 - 2022                       |
| Domingos Meirelles         | 2014 – 2019                       |
| Maurício Azêdo             | 2004 - 2013                       |
| Fernando Segismundo        | 1977-1978 e 2000-2004             |
| Prudente de Morais Neto    | 1975-1977                         |
| Líbero Osvaldo de Miranda  | 1975                              |
| Adonias Filho              | 1972-1974                         |
| Danton Jobim               | 1966-1972                         |
| Elmano Cruz                | 1966 e 1974-1975                  |
| Celso Kelly                | 1964-1966                         |
| Herbert Moses              | 1931-1964                         |
| Alfredo Neves              | 1929-1930                         |
| Manuel Paulo Filho         | 1928-1929                         |
| Gabriel Loureiro Bernardes | 1927-1928                         |
| Barbosa Lima Sobrinho      | 1926-1927 e 1930-1932 e 1978-2000 |
| João Guedes de Melo        | 1917-1920                         |
| Raul Pedeneiras            | 1916-1917 e 1920-1926             |
| Belisário de Souza         | 1913-1915 e 1915-1916             |
| Dunshee de Abranches       | 1910-1911 e 1911-1913             |
| Francisco Souto            | 1909-1910                         |
| Gustavo de Lacerda         | 1908-1909                         |